# Clausena excavata
 (août 2024).
Espèce
Classification APG III (2009)
Statut de conservation UICN

 LC  : Préoccupation mineure
Clausena excavata est une espèce de plantes à fleurs de la famille des Rutaceae, connue pour ses propriétés médicinales et ses usages traditionnels en Asie du Sud-Est. Voici une vue d'ensemble de cette plante.

## Description
Clausena excavata est un arbuste ou un petit arbre qui peut atteindre une hauteur de 2 à 4 mètres. Les feuilles sont composées, alternes, et peuvent mesurer jusqu'à 30 cm de long. Chaque feuille comprend 5 à 11 folioles oblongues à lancéolées, à bord légèrement denté. Les fleurs sont petites, blanches à jaunâtres, regroupées en panicules terminales. Le fruit est une petite baie globuleuse, de couleur rouge à maturité.

## Répartition et habitat
Cette plante est originaire des régions tropicales et subtropicales de l'Asie du Sud-Est, incluant des pays comme la Thaïlande, le Vietnam, la Malaisie, l'Indonésie, et les Philippines. Elle pousse principalement dans les forêts, les clairières et parfois dans les zones cultivées, à des altitudes allant jusqu'à 1 500 m.

## Usages traditionnels
Clausena excavata est largement utilisée dans la médecine traditionnelle asiatique. Ses feuilles, racines, et fruits sont utilisés pour traiter diverses affections telles que les maux de tête, les rhumatismes, les infections, et les troubles gastro-intestinaux. Elle est également réputée pour ses propriétés antidiabétiques, antibactériennes, antifongiques, et anticancéreuses.

## Composés phytochimiques
Des études ont révélé que Clausena excavata contient plusieurs composés bioactifs, dont des alcaloïdes, des coumarines, des flavonoïdes, et des huiles essentielles. Ces composés contribuent aux nombreuses propriétés médicinales de la plante.

## Recherche scientifique
La recherche moderne s'intéresse de plus en plus à Clausena excavata en raison de son potentiel thérapeutique. Des études in vitro et in vivo ont montré que les extraits de cette plante possèdent des activités anti-inflammatoires, antioxydantes, et hépatoprotectrices. De plus, certains composés isolés de Clausena excavata ont montré des effets prometteurs contre des cellules cancéreuses et des pathogènes résistants aux médicaments.

## Culture et conservation
Bien que Clausena excavata soit encore relativement abondante dans ses habitats naturels, la surexploitation et la destruction de l'habitat posent des menaces potentielles. Des efforts de conservation et de culture durable sont nécessaires pour assurer la survie de cette plante et la préservation de ses propriétés médicinales.